# 阿索格斯

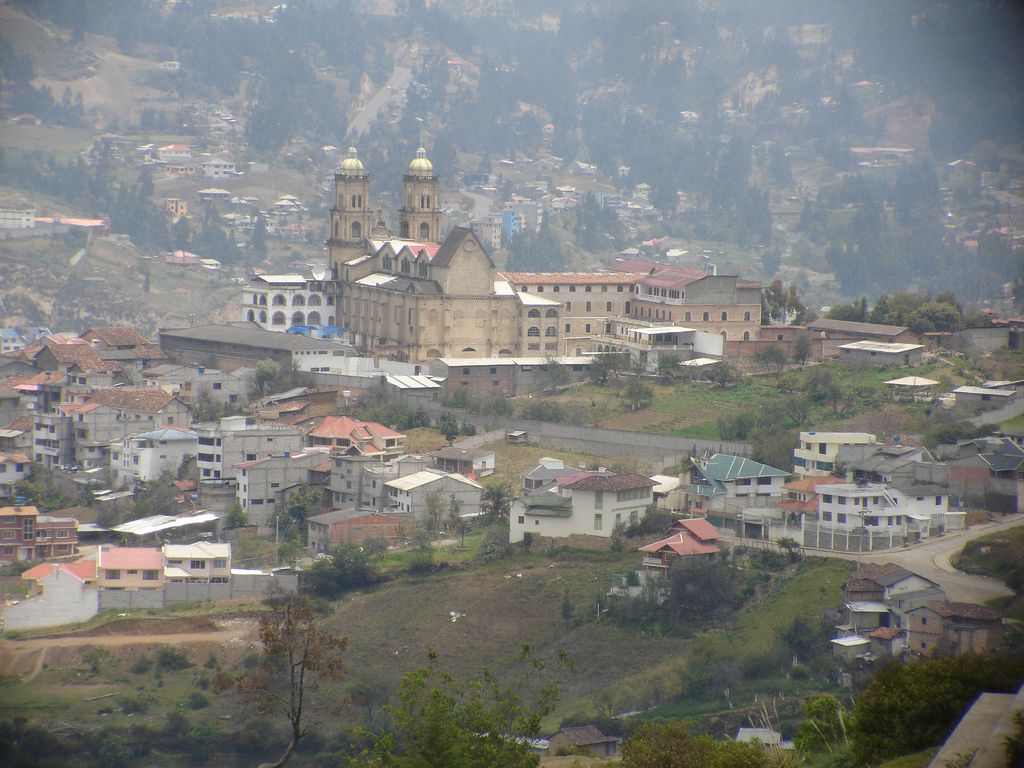

阿索格斯（西班牙語：Azogues）是厄瓜多爾的城鎮，也是卡尼亞爾省的首府，位於該國中南部，距離首都基多405公里，始建於1825年4月16日，海拔高度2,518米，2011年人口33,980。

## 外部連結
- The Best of Ecuador - Cañar
- Azogues, Cuenca Property Market Report （页面存档备份，存于）

2°44′S 78°50′W / 2.733°S 78.833°W